# Sans réserve
Ne doit pas être confondu avec Sans Réserve.
Pour plus de détails, voir Fiche technique et Distribution.
Sans réserve (titre original : Without Reservations) est un film américain en noir et blanc réalisé par Mervyn LeRoy, sorti en 1946.

## Synopsis
Kit Madden (Claudette Colbert) est une romancière, témoin de l'adaptation cinématographique de son roman le plus populaire. Afin de travailler à l'adaptation de son ouvrage à l'écran, elle effectue le voyage de New York à Hollywood en train. Au cours de son périple, elle fait la connaissance de Rusty et Dink, deux marines américains, et va succomber au charme de l'un des deux soldats.

## Fiche technique
- Titre original : Without Reservations
- Titre français : Sans réserve
- Titre belge : Billet pour Hollywood[1]
- Réalisation : Mervyn LeRoy
- Scénario : Andrew Solt, d'après le roman Thanks, God! I'll Take It From Here de Jane Allen et Mae Livingston (1946)
- Musique : Roy Webb
- Direction artistique : Ralph Berger et Albert S. D'Agostino
- Décors : James Altwies et Darrell Silvera
- Costumes : Adrian
- Photographie : Milton R. Krasner
- Montage : Jack Ruggiero
- Producteurs : Jesse L. Lasky et Walter MacEwen
- Société de production et de distribution : RKO Radio Pictures
- Pays de production :  États-Unis
- Langue originale : anglais américain
- Format : noir et blanc — 35 mm — 1,37:1 — son : mono (RCA Sound System)
- Genre : comédie
- Durée : 107 minutes
- Dates de sortie :
  - États-Unis : 13 mai 1946
  - France : 18 juin 1948

## Distribution
- Claudette Colbert : Christopher 'Kit' Madden
- John Wayne : Rusty Thomas
- Don DeFore : lieutenant Dink Watson
- Anne Triola : Consuela 'Connie' Callaghan
- Phil Brown : le soldat
- Frank Puglia : Ortega
- Thurston Hall : Henry Baldwin
- Dona Drake : Dolores Ortega
- Fernando Alvarado : le garçon mexicain
- Charles Arnt : le vendeur
- Louella Parsons : elle-même
- Frank Wilcox : Jack
- Raymond Burr : lui-même
- Cary Grant : lui-même

Acteurs non crédités
- John Crawford : soldat
- Dudley Dickerson : porteur
- Charles Evans : Philip Jerome
- Joel Fluellen : serveur
- Harry Holman : employé de station-service
- Esther Howard : Sarah
- Cy Kendall : le garant de la caution
- Sam McDaniel : Freddy
- Dolores Moran : elle-même
- Oscar O'Shea : conducteur de train
- Houseley Stevenson : geôlier